# 国道56号 (韩国)
国道56号，又称铁原－襄阳线，是大韩民国的一条东西向国家级公路，全线均位于大韩民国江原道辖区内。路线西起京畿道铁原郡金化邑（与国道43号相连），中途与首尔襄阳高速公路和东海高速公路两条高速公路、国道5号等8条国道和国家支援地方道56号等2条国家支援地方道相连，东至江原道襄阳郡襄阳邑（与国道7号和国家支援地方道56号相连）。全线全长约205.7千米，共设有4座隧道，最高海拔为1013米，于1981年3月14日纳入韩国国道网。国道56号的江原道春川市史北面至东面与国道5号共线。

## 主要途经城市

### 江原道
铁原郡 - 华川郡 - 春川市 - 洪川郡 - 襄阳郡

## 主要途经道路
- 首尔襄阳高速公路
- 东海高速公路
- 国道5号
- 国道7号
- 国道19号
- 国道31号
- 国道43号（朝鲜语：국도 제43호선）
- 国道44号
- 国道46号
- 国道75号（朝鲜语：국도 제75호선）
- 56国家支援地方道56号（朝鲜语：국가지원지방도 제56호선）
- 70国家支援地方道70号（朝鲜语：국가지원지방도 제70호선）